# Scheidgen (Luksemburg)
Scheidgen (lb. Scheedgen) – wieś (Uertschaft) we wschodnim Luksemburgu, w kantonie Echternach, w gminie Consdorf. Do 3 października 2015 gmina leżała w dystrykcie Grevenmacher.